# Касибское сельское поселение
Касибское се́льское поселе́ние — упразднённое в 2018 году муниципальное образование в Соликамском районе Пермского края Российской Федерации.
Административный центр — село Касиб.

## История
Статус и границы сельского поселения установлены Законом Пермской области от 9 декабря 2004 года № 1884—410 «Об утверждении границ и о наделении статусом муниципальных образований Соликамского района Пермского края»
Согласно решению Земского собрания Соликамского района № 77 от 19.10.2005 «О ликвидации администраций сельсоветов» с 01.01.2006  состав Касибского сельского поселения вошли земли и населённые пункты упразднённого Вильвенского сельсовета.
К 1 января 2019 года Соликамский муниципальный район был упразднён, а все входившие в его состав сельские поселения, в том числе Касибское, были объединены с городским округом города Соликамска в единое муниципальное образование Соликамский городской округ.

## Население
| 2010  | 2012  | 2013  | 2014  | 2015  | 2016  | 2017  |
| ----- | ----- | ----- | ----- | ----- | ----- | ----- |
| 1300  | ↘1231 | ↘1198 | ↘1153 | ↘1147 | ↘1124 | ↘1099 |
| 2018  |       |       |       |       |       |       |
| ↘1064 |       |       |       |       |       |       |

## Состав сельского поселения
| №  | Населённый пункт | Тип населённого пункта       | Население |
| -- | ---------------- | ---------------------------- | --------- |
| 1  | Белкина          | деревня                      | 4         |
| 2  | Вильва           | деревня                      | 469       |
| 3  | Григорова        | деревня                      | 8         |
| 4  | Елькина          | деревня                      | 3         |
| 5  | Ефремы           | деревня                      | 2         |
| 6  | Зуева            | деревня                      | 2         |
| 7  | Касиб            | село, административный центр | 549       |
| 8  | Лызиб            | деревня                      | 82        |
| 9  | Нижний Склад     | посёлок                      | ↘19       |
| 10 | Никино           | деревня                      | 23        |
| 11 | Пегушино         | деревня                      | 46        |
| 12 | Пузаны           | деревня                      | 2         |
| 13 | Пухирева         | деревня                      | 2         |
| 14 | Сорвино          | деревня                      | 13        |
| 15 | Тетерина         | деревня                      | 32        |
| 16 | Тетерино         | посёлок                      | 44        |